# Euproctis titania
Euproctis titania är en fjärilsart som beskrevs av Druce 1899. Euproctis titania ingår i släktet Euproctis och familjen tofsspinnare. Inga underarter finns listade i Catalogue of Life.